# Noyaux armés pour l'autonomie populaire
Les Noyaux armés pour l'autonomie populaire (NAPAP) sont un groupuscule armé français maoïste, qui apparaît en France en décembre 1976.
Ils sont issus de l'organisation légale des Brigades internationales, Vaincre et vivre. D'obédience marxiste-léniniste, l'un des principaux dirigeants et idéologues des NAPAP fut Frédéric Oriach, un proche de Pierre Carette, membre-fondateur des Cellules communistes combattantes belges. Frédéric Oriach des NAPAP influença idéologiquement les CCC. Le chef présumé des NAPAP, selon la police, fut Christian Harbulot,.

## Attentats revendiqués
- 12 janvier 1976 : agression de Paul Gardent, directeur général des Charbonnages de France (revendiqué par Vaincre et vivre).
- 11 mai 1976 : L'ambassadeur de Bolivie à Paris, le général Joaquín Zenteno Anaya, est abattu alors qu'il montait dans son véhicule en plein jour[4],[5].
- 23 mars 1977 : assassinat de Jean-Antoine Tramoni, le meurtrier de Pierre Overney[6],[7].
- 26 mars 1977 : attentat contre le parking de Renault-Flins[8].
- 3 avril 1977 : incendie de la Confédération française du travail.
- 6 juin 1977 : attentats contre l'usine Usinor de Thionville et contre Chrysler-France à Paris[9].
- été 1977 : série d'attentats anti-nucléaires avec l'aide de militants anarchistes des Groupes d'action révolutionnaire internationalistes.
- 8 octobre 1977 : attentat contre le domicile du garde des sceaux Alain Peyrefitte[10].
- 14 octobre 1977 : attentats contre le Palais de justice et le ministère de la justice à Paris[11],[12].
- 21 octobre 1977 : attentat contre Mercedes.
- 23 janvier 1978 : Édouard-Jean Empain, troisième baron d'Empain, industriel franco-belge, est enlevé pendant 63 jours, durant lesquels il est enchaîné dans une cachette en banlieue parisienne, où il est privé de nourriture, battu et torturé[13],[14].
- 25 juin 1978 : dans la nuit du 25 au 26, une bombe de 6 kg explose au château de Versailles. Revendiqué par les NAPAP puis par le Groupe du Chômage international, il est en réalité le fait du FLB-ARB[15].
- 9 juillet 1980 : attentat contre la Société des chemins de fer allemands.

## Suites judiciaires
- 11 ou 12 ou 13 mai 1977 : arrestation de Frédéric Oriach, Michel Lapeyre et Jean-Paul Gérard à Paris[16].
- Du 26 septembre au 29 octobre 1977 : grève de la faim des prisonniers des NAPAP
- 23 mars 1978 : condamnation à sept ans de prison pour port d'arme de Frédéric Oriach, Michel Lapeyre et Jean-Paul Gérard[17].
- 16 mai 1978 : procès du Front libertaire pour avoir publié un texte des NAPAP
- juillet 1978 : arrestation à Toulouse de membres des GARI et des NAPAP
- 14 septembre 1981 : amnistie des prisonniers des NAPAP[18].

## Membres
Parmi les membres des NAPAP, on peut citer, Frédéric Oriach, Henri Savouillan, Michel Lapeyre, Jean-Paul Gérard, Jean-Louis David, Danyel Gérard, Richard Anthony, Jacques François, Martine da Silva et Christian Gauzens.